# Иосиф (католикос-патриарх Восточной Грузии)
Католико́с-патриа́рх Ио́сиф (груз. კათოლიკოს-პატრიარქი იოსები, Джандиери или Джандиеришвили, груз. ჯანდიერიშვილი; ум. 17 (28) октября 1770) — епископ Грузинской православной церкви, католикос-патриарх Восточной Грузии.
Канонизирован Грузинской церковью в лике святителя. Память — 17 (30) октября.

## Биография
Подвизался в Давид-Гареджском монастыре. За мудрость и добродетельность его возвели в сан епископа Рустави.
В 1755 году он был избран католикосом-патриархом вместо смещённого Антония.
Католикос-патриарх Иосиф, невзирая на высоту своего иерархического положения, оставался монахом-аскетом.
В 1764 году ушёл на покой, уединился в Ахмете (Северо-Западная Грузия).
Собственноручно обрабатывал виноградник и большую часть урожая раздавал неимущим. Климат в тех краях капризный, часто засуха и град почти полностью уничтожают труды земледельцев, но за всё время пребывания там Иосифа его виноградник ни разу не пострадал ни от засухи ни от града.
Католикос-патриарх Иосиф, дожив в святости до глубокой старости, мирно почил в 1770 году.